# Vadi Hadramaut
Vadi Hadramaut (engleski: Wadi Hadhramaut), je najveći povremeni vodotok tj. vadi u Jemenu, i Arapskom poluotoku. Vadi Hadramaut se nalazi u istočnom dijelu Jemena u muhafaze Hadramaut, na površini od oko 90.000 km 2.

## Zemljopis
Vadi Hadramaut se proteže od Adenskog zaljeva na zapadu do omanske pokrajine Dhofar na istoku, uzduž obala Arapskog mora, na sjeveru graniči s pustinjom Rub' al Khali. Dug je oko 240 km, po tom je najveći prirodni vodotok u Arabiji. U njemu živi pet od devet autohtonih slatkovodnih vrsta riba Arapskog poluotoka, od toga su tri endemske (od šest arapskih endemskih vrsta riba).
Teren ove riječne doline pretežno suhog korita, sastoji se načelno od dva dijela, od uske bezvodne obalne ravnice uz Arapsko more i visoravni u unutrašnjosti prosječno visokoj 1370 metara (teren istočnog platoa visok je 1200 - 1800 m, a vodotoci su na 900 m) po kojoj se prostire mreža vadija (sezonskih vodotoka). Južna granica Vadi Hadhramauta je Arapsko more. U čitavoj zoni Hadramauta prosječno godišnje padne samo 100 mm kiše na godinu. Iako na višim dijelovima padne i do 520 - 760 mm kiše na godinu, ali se većina vode uskoro izgubi zbog suhog i poroznog tla.
Vadi Hadramaut ima brojne pritoke; zapadni pritoci su; Vadi Duan, Vadi Amd, Vadi Al Ain, Vadi Sark, Vadi Bin Ali, i Vadi Idm, a istočni je; Vadi Masila. Istočni dio je sušniji i manje plodan. Vadi Duan (Wadi Du`an) je jedna od najvećih pritoka Hadramauta. To je najduža dolina s najvećim brojem stanovnika, poznata po proizvodnji meda. Gradovi u toj dolini građeni poput ostalih u dolini Vadi Hadramauta, od nepečene opeke. 
Duž cijelog suhog korita Vadi Hadramauta i njegovih isto tako suhih pritoka, protežu se brojni gradovi i sela, tu živi oko 200 000 ljudi koji se bave poljoprivredom, jer je razrađen sustav navodnjavanja. Teren uz korito vodotoka prekriven je zelenim raslinjem, lugovima i drvećem. Vadi Hadramaut, ima uobičajeno vodotok dva puta godišnje, za sezonskih monsunskih kiša, krajem ljeta i u zimu. Ali vrlo brzo presuši, osobito u donjem obalnom dijelu uz Indijski ocean, u gornjem dijelu se vodotok postupno pretvara u niz jezerca spojenih tankim vodotokovima, dok i to za sušnih mjeseci ne presuši. Ali u podzemlju duž vadija ipak ima vode, koja se vadi iz bunara, i s kojom se već tisućama godina vrlo pažljivo upravlja. Tako duž Vadi Hadramauta rastu palme datula pored polja s pšenicom, povrćem, duhanom i kavom. Ljudi iz ove doline zovu se Hadhrami. Čitav ovaj kraj se zove Hadramaut i povijesno je bio zasebna cjelina tj. Kraljevstvo Hadramaut.

### Porijeklo imena
Ime Hadramaut po nekima potječe od grčke: riječi hydreumata a to je značilo utvrđena vodena postaja (utvrđeni grad s izvorom vode) duž suhog korita vadija. To su bila odmorišta karavana na Putu Tamjana koji je rastao na istoku Hadhramauta, u Dhofaru. 
Sajun je najveći grad na Vadi Hadramautu (75 700 stanovnika), poznat je i legendaran po svojoj tržnici. Nekada je bio važno odmorište na antičkom trgovačkom putu koji je vodio istočno prema Vadi Masili i Shiru na obali. Pored Sajuna, 35 kilometara sjevero-istočno nalazi se grad Tarim okružen palmama, on je udaljen oko 176 kilometara od obale. Kraj oko grada odlikuje se brojnim kamenim planinama koje su prosječno visoke oko 900 m, između kojih se nalaze brojne kotline. U Hadramautu se nalazi i pustinjski Manhattan - Shibam, grad s 500 nebodera.

### Projekti za poboljšanje hidrografskih prilika
Svjetska banka i vlada iz Jemena rade na projektu za konsolidaciju, širenju i osiguranju održivog razvoja zemljišta i vodnih resursa u Vadi Hadramautu. Konkretno se radi o izgradnji 59 cjevovoda za navodnjavanje 3.025 hektara zemljišta, o radovima na sanaciji bujica za rijetkih obilnih monsunskih kiša, o povećanju kapaciteta podzemnih izvora voda i njihovog korištenja za navodnjavanje, jačanju zadruga i pojednostavljenju procedura za plasman povrća i voća. Projekt uključuje i školovanje osoblja za te zadatke.

## Vanjske poveznice
- Fotografije Vadi Hadramauta na pixmac.cz  Arhivirana inačica izvorne stranice od 21. svibnja 2014. (Wayback Machine)